# Église Saint-Georges de Gornja Mutnica
Pour les articles homonymes, voir Église Saint-Georges.
L'église Saint-Georges de Gornja Mutnica (en serbe cyrillique : Црква Светог Ђорђа у Горњој Мутници ; en serbe latin : Crkva Svetog Đorđa u Gornjoj Mutnici) est une église orthodoxe serbe située à Gornja Mutnica, dans la municipalité de Paraćin et dans le district de Pomoravlje en Serbie. Elle est inscrite sur la liste des monuments culturels protégés de la république de Serbie (identifiant no SK 456).

## Présentation
L'église est située à quelque 200 m des dernières maisons du village, là où la rivière Suvara sort de sa gorge.
Elle est constituée d'une nef unique et est dotée d'un narthex et d'une abside semi-circulaire. Les murs sont bâtis en pierres concassées prises dans du mortier de chaux ; ils sont conservés jusqu'à une hauteur de 0,70 m au-dessus du terrain d'origine.
L'église est représentée sur des cartes austro-hongroises du XVIIIe siècle et, par sa forme et ses proportions, elle peut être datée de la seconde moitié du XIVe siècle.